# Gare de Bexhill

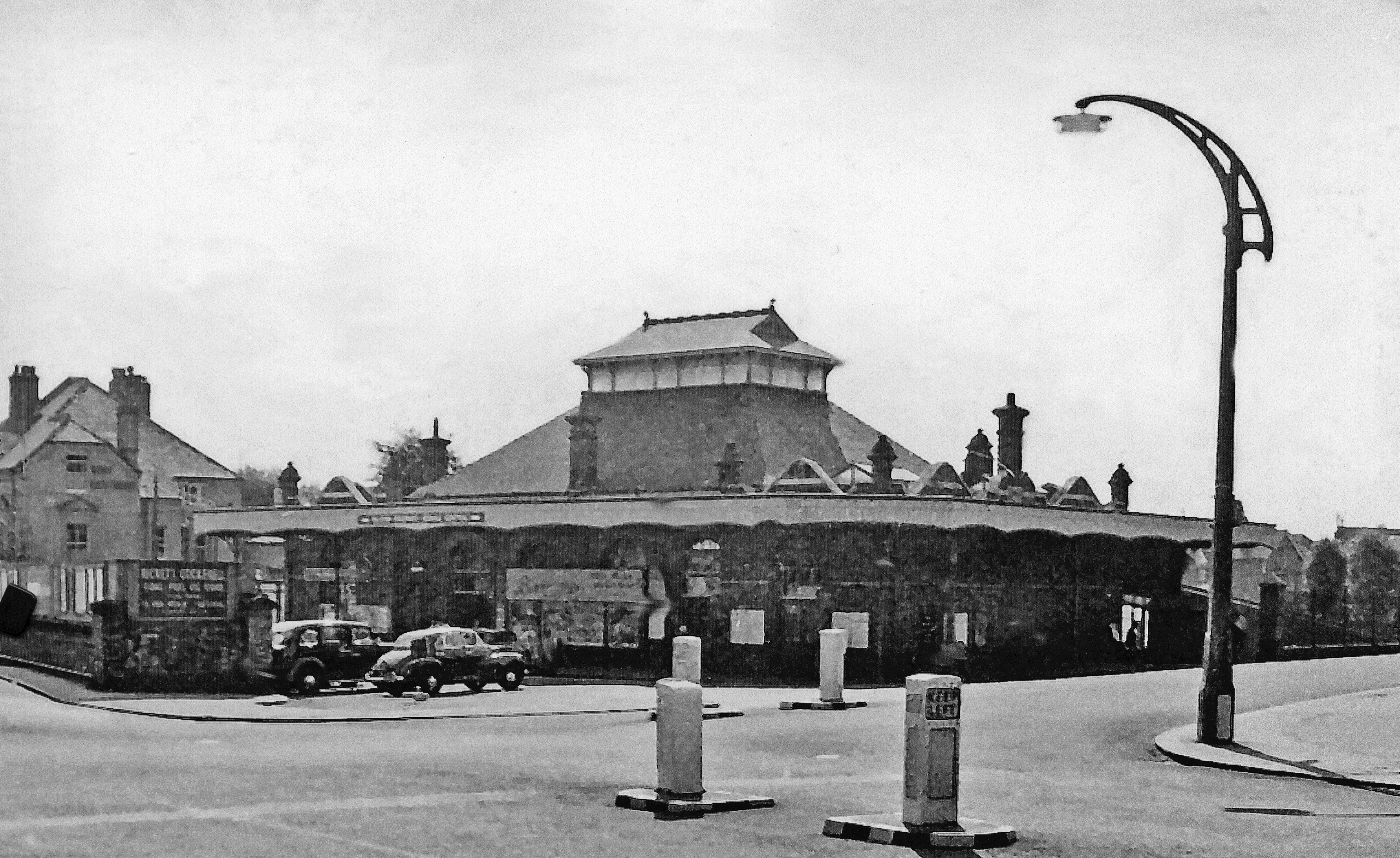
Gare de Bexhill en 1962

La gare de Bexhill est une gare ferroviaire du Royaume-Uni, située sur le territoire de la ville de Bexhill-on-Sea.